# Elżbieta Wójcik
Elżbieta Wójcik (ur. 14 stycznia 1996 w Karlinie) – polska bokserka, dwukrotna brązowa medalistka igrzysk europejskich, dwukrotna wicemistrzyni Europy, pięciokrotna mistrzyni Polski, złota medalistka igrzysk olimpijskich młodzieży.
W 2019 roku zdobyła brązowy medal na igrzyskach europejskich w Mińsku. W półfinale przegrała z Holenderką Nouchką Fontijn 2:3. W sierpniu tego samego roku została wicemistrzynią Europy podczas mistrzostw Europy w Alcobendas. W decydującej walce uległa reprezentantce Irlandii Aoife O’Rourke.

## Wyniki
Wyniki igrzysk olimpijskich, mistrzostw świata, igrzysk europejskich i mistrzostw Europy.
| Rok  | Zawody               | Miejscowość | Kategoria | Runda       | Przeciwnik               | Wynik           | Źródło |
| ---- | -------------------- | ----------- | --------- | ----------- | ------------------------ | --------------- | ------ |
| 2016 | Mistrzostwa Europy   | Sofia       | 75 kg     | 1. runda    | Bye                      | Bye             | [ 4 ]  |
| 2016 | Mistrzostwa Europy   | Sofia       | 75 kg     | Ćwierćfinał | Lauren Price             | P 0:3           | [ 4 ]  |
| 2018 | Mistrzostwa Europy   | Sofia       | 75 kg     | 1. runda    | Bye                      | Bye             | [ 5 ]  |
| 2018 | Mistrzostwa Europy   | Sofia       | 75 kg     | Ćwierćfinał | Sarah Scheurich          | P 0:5           | [ 5 ]  |
| 2018 | Mistrzostwa świata   | Nowe Delhi  | 75 kg     | 1. runda    | Seon Su-jin              | W 5:0           | [ 6 ]  |
| 2018 | Mistrzostwa świata   | Nowe Delhi  | 75 kg     | 2. runda    | Saweety Boora            | W 5:0           | [ 6 ]  |
| 2018 | Mistrzostwa świata   | Nowe Delhi  | 75 kg     | Ćwierćfinał | Lauren Price             | P 2:3           | [ 6 ]  |
| 2019 | Igrzyska europejskie | Mińsk       | 75 kg     | 1. runda    | Tímea Nagy               | W 5:0           | [ 7 ]  |
| 2019 | Igrzyska europejskie | Mińsk       | 75 kg     | Ćwierćfinał | Sarah Scheurich          | W 4:1           | [ 7 ]  |
| 2019 | Igrzyska europejskie | Mińsk       | 75 kg     | Półfinał    | Nouchka Fontijn          | P 2:3           | [ 7 ]  |
| 2019 | Mistrzostwa Europy   | Alcobendas  | 75 kg     | 1. runda    | Bye                      | Bye             | [ 8 ]  |
| 2019 | Mistrzostwa Europy   | Alcobendas  | 75 kg     | Ćwierćfinał | Davina Michel            | W 3:2           | [ 8 ]  |
| 2019 | Mistrzostwa Europy   | Alcobendas  | 75 kg     | Półfinał    | Love Holgersson          | W 5:0           | [ 8 ]  |
| 2019 | Mistrzostwa Europy   | Alcobendas  | 75 kg     | Finał       | Aoife O’Rourke           | P 0:5           | [ 8 ]  |
| 2019 | Mistrzostwa świata   | Ułan Ude    | 75 kg     | 1. runda    | Bye                      | Bye             | [ 9 ]  |
| 2019 | Mistrzostwa świata   | Ułan Ude    | 75 kg     | 2. runda    | Iveta Lešinskytė         | P RSC-I R1 2:46 | [ 9 ]  |
| 2021 | Igrzyska olimpijskie | Tokio       | 75 kg     | 1. runda    | Nouchka Fontijn          | P 1:4           | [ 10 ] |
| 2022 | Mistrzostwa Europy   | Budva       | 75 kg     | 1. runda    | Bye                      | Bye             | [ 11 ] |
| 2022 | Mistrzostwa Europy   | Budva       | 75 kg     | Ćwierćfinał | Irina Schönberger        | W 3:2           | [ 11 ] |
| 2022 | Mistrzostwa Europy   | Budva       | 75 kg     | Półfinał    | Anastasija Czernokołenko | W 3:2           | [ 11 ] |
| 2022 | Mistrzostwa Europy   | Budva       | 75 kg     | Finał       | Aoife O’Rourke           | P 0:5           | [ 11 ] |
| 2023 | Igrzyska europejskie | Nowy Targ   | 75 kg     | 1. runda    | Sunniva Hofstad          | W 4:1           | [ 12 ] |
| 2023 | Igrzyska europejskie | Nowy Targ   | 75 kg     | 2. runda    | Anastasija Czernokołenko | W 5:0           | [ 12 ] |
| 2023 | Igrzyska europejskie | Nowy Targ   | 75 kg     | Ćwierćfinał | Büşra Işıldar            | W 5:0           | [ 12 ] |
| 2023 | Igrzyska europejskie | Nowy Targ   | 75 kg     | Półfinał    | Aoife O’Rourke           | P 2:3           | [ 12 ] |
| 2024 | Igrzyska olimpijskie | Paryż       | 75 kg     | 1. runda    | Aoife O’Rourke           | W 3:2           | [ 13 ] |
| 2024 | Igrzyska olimpijskie | Paryż       | 75 kg     | Ćwierćfinał | Atheyna Bylon            | P 2:3           | [ 13 ] |